# Morin Amor
Morin Amor (hebräisch מורין אמור; * 22. Oktober 1996) ist eine israelische Schauspielerin und Fernsehmoderatorin.

## Leben und Karriere
Amor wurde am 22. Oktober 1996 geboren. 2015 moderierte sie die Nickelodeon-Sendung Ha-Nakhtiya. Zwischen 2017 und 2019 war ist sie Absolventin der dreijährigen Schauspielschule von Yoram Levinstein.
Ihr Schauspieldebüt gab sie 2017 in einer Folge in Die Schöne und der Bäcker. Anschließend war sie 2018 in dem Film NaNeshef zu sehen. Von 2018 bis 2019 bekam Amor in der Serie Forever eine Hauptrolle. Außerdem wurde sie 2021 für die Serie HaMefakedet gecastet. Unter anderem spielte sie in Alef mit. Im selben Jahr setzte sie ihre Karriere in dem Film Sheva Brachot fort.

## Filmografie (Auswahl)
- 2013–2014: The Laugh Basement (Fernsehserie, 20 Episoden)
- 2017: Die Schöne und der Bäcker (Lehiyot Ita, Fernsehserie, Episode 2x01)
- 2018: NaNeshef
- 2018–2019: Forever (Fernsehserie, 49 Episoden)
- 2021: HaMefakedet (Fernsehserie, 10 Episoden)
- 2023: Alef (Fernsehserie, 6 Episoden)
- 2023: Sheva Brachot